# Peruc
Peruc är en köping i Tjeckien.   Den ligger i regionen Ústí nad Labem, i den nordvästra delen av landet, 40 km nordväst om huvudstaden Prag. Peruc ligger 346 meter över havet och antalet invånare är 2 109.
Terrängen runt Peruc är platt söderut, men norrut är den kuperad. Peruc ligger uppe på en höjd.Runt Peruc är det tätbefolkat, med 343 invånare per kvadratkilometer. Närmaste större samhälle är Louny, 11,7 km väster om Peruc. Trakten runt Peruc består till största delen av jordbruksmark.